# OT: El Reencuentro
OT: El Reencuentro és un espai televisiu que consta d'una sèrie de documentals i un concert produïts per Gestmusic a Espanya i emesos en La 1 entre el 16 d'octubre i el 31 d'octubre de 2016. En ells, es rememoren els 15 anys de la primera edició d'Operación Triunfo.

## Operación Triunfo: El Reencuentro (2016)
- 16 d'octubre de 2016 — 31 d'octubre de 2016 (3 documentals + 1 concert).

Quinze anys després, Televisió Espanyola va retre homenatge a la primera edició d' Operación Triunfo amb OT: El reencuentro, una sèrie de tres documentals realitzats en col·laboració amb Gestmusic en els quals es van reunir els 16 concursants, per a compartir records del seu pas per televisió. En el primer dels documentals van intervenir Manu Guix i Noemí Galera, mentre que en el segon i el tercer hi van intervenir Àngel Llàcer i Nina, respectivament. Aquesta última, que va ser directora de l'acadèmia, seria l'encarregada de dirigir la tertúlia.

## OT: El Reencuentro. En concierto
Com a colofó final, el 31 d'octubre de 2016 es va celebrar al Palau Sant Jordi de Barcelona un concert (organitzat per Universal Music) amb els concursants d'aquesta primera edició. Cal destacar que el Concierto d'OT: El Reencuentro va ser emès per La 1 i va tenir el seu minut d'or, amb 4,7 milions de teleespectadors i un 38,7% de share, durant l'actuació de David Bisbal i Chenoa amb el tema "Escondidos".
Les cançons interpretades en el concert van ser les següents:
- Lady Marmalade - Gisela Lladó, Mireia Montávez, Nuria Fergó, Verónica Romero, Natalia Rodríguez, Geno Machado, Chenoa i Rosa López
- Corazón espinado - Àlex Casademunt, David Bustamante, Naím Thomas, David Bisbal, Manu Tenorio, Alejandro Parreño, Javián Antón i Juan Camus
- Black Magic Woman - Alejandro Parreño
- Héroe - Natalia Rodríguez
- Santo, santo - Manu Tenorio i Rosa López
- Además de ti - David Bustamante
- Te quiero más - Fórmula Abierta
- Your song - Juan Camus
- Angels - Juan Camus
- Átame a tu piel - Geno Machado
- Hijo de la luna - Mireia Montávez
- Vivir sin aire - Javián Antón
- Ave María - David Bisbal
- Vida - Gisela Lladó
- Tu piel - Manu Tenorio
- Brisa de esperanza - Nuria Fergó
- Bésame - Verónica Romero
- Ven a Funky Street - Naím Thomas
- Sueña - Chenoa i Rosa López
- Vas a volverme loca - Natalia Rodríguez
- I finally found someone - Naím Thomas i Verónica Romero
- Ellas - Alejandro Parreño
- Y, ¿si fuera ella? - David Bisbal
- Vivir lo nuestro - David Bisbal i Rosa López
- Vivo por ella - David Bustamante i Gisela Lladó
- Atrévete - Chenoa
- Noches de bohemia - Manu Tenorio i Nuria Fergó
- Dos hombres i un destino - David Bustamante i Àlex Casademunt
- Escondidos - David Bisbal i Chenoa
- Europe's living a celebration - Rosa López
- Mi música es tu voz - Academia OT1

## Participants
| N.º | Concursant           | Edat | Resident                        |
| 1   | Rosa López           | 35   | Armilla (GR)                    |
| 2   | David Bisbal         | 37   | Almeria (AL)                    |
| 3   | David Bustamante     | 34   | San Vicente de la Barquera (S)  |
| 4   | Chenoa               | 41   | Palma (PM)                      |
| 5   | Manu Tenorio         | 41   | Sevilla (SE)                    |
| 6   | Verónica Romero      | 38   | Elx (A)                         |
| 7   | Nuria Fergó          | 37   | Nerja (MA)                      |
| 8   | Gisela Lladó Cánovas | 37   | Barcelona (B)                   |
| 9   | Naím Thomas          | 36   | Barcelona (B)                   |
| 10  | Alejandro Parreño    | 38   | Valencia (V)                    |
| 11  | Juan Camus           | 43   | Santander (S)                   |
| 12  | Natalia Rodríguez    | 33   | Sanlúcar de Barrameda (CA)      |
| 13  | Àlex Casademunt      | 35   | Vilassar de Mar (B)             |
| 14  | Javián Antón         | 42   | Dos Hermanas (SE)               |
| 15  | Mireia Montávez      | 34   | Vilaseca (T)                    |
| 16  | Geno Machado         | 34   | Las Palmas de Gran Canària (GC) |

### Altres participants
- Nina Agustí, directora i professora de tècniques de veu de l'Acadèmia.
- Noemí Galera, directora de càsting.
- Manu Guix, professor de cant responsable dels tallers d'estil.
- Javier Castillo "Poty", coreògraf responsable de la gala.
- Àngel Llàcer, professor d'interpretació.

## Audiències
| N.º (temp.) | N.º (temp.) | Títol                                     | Director    | Data d'emissió       | Audiència         |
| ----------- | ----------- | ----------------------------------------- | ----------- | -------------------- | ----------------- |
| 1           | 1           | «Parte 1: La amistad y la música»         | Nía Sanjuán | 16 d'octubre de 2016 | 4.702.000 (24,8%) |
| 2           | 2           | «Parte 2: La vida después de La Academia» | Nía Sanjuán | 23 d'octubre de 2016 | 3.948.000 (20,9%) |
| 3           | 3           | «Parte 3: Los recuerdos de OT»            | Nía Sanjuán | 30 d'octubre de 2016 | 2.909.000 (17,5%) |
| 4           | 4           | «OT: El Reencuentro, En Concierto»        | Nía Sanjuán | 31 d'octubre de 2016 | 4.167.000 (27,5%) |

## Audiències: Totes les edicions
| Edició               | Any  | Duració                   | Audiència mitjana | Canal |
| -------------------- | ---- | ------------------------- | ----------------- | ----- |
| OT: El Reencuentro 1 | 2016 | 3 documentals i 1 concert | 3.927.000 (22,7%) | La 1  |

## Fenomen viral
A més de les audiències collides, l'emissió va tenir un espectacular reflex en les xarxes socials, convertint-se en un fenomen viral. L'emissió del concert va copar 18 dels 20 Trending Topic de Twitter i el hashtag #OTConcierto va aconseguir més de 300.000 tuits en les set hores que va ser líder en aquesta xarxa social.
L'anècdota més comentada en xarxes socials i mitjans de comunicació va ser el suposat moviment de David Bisbal per a esquivar un presumpte acostament de Chenoa amb intenció de besar-li, en el qual es coneix popularment com fer la cobra, quan interpretaven el tema Escondidos. L'anècdota va tenir un reflex inusitat en l'opinió pública del país, arribant a ser Trending Topic mundial en la xarxa social Twitter. A Espanya el hashtag #LaNocheCobra va liderar la llista de TT el dia 1 de novembre de 2016. A més, va ser àmpliament recollida com a notícia de primera pàgina a pràcticament tots els mitjans de comunicació espanyols inclosos els cinc periòdics d'informació general de major tirada: El País, El Mundo, La Vanguardia, El Periódico i el Diari ABC, i fins i tot fou comentada per parlamentaris com Íñigo Errejón.

## Discografia

### Setmanals
| País    | Llista                             | Primera setmana     | Posició d'ingrés | Millor posició | Setmanes en la millor posició | Setmanes en la llista | Última setmana      | ref.   |
| ------- | ---------------------------------- | ------------------- | ---------------- | -------------- | ----------------------------- | --------------------- | ------------------- | ------ |
| Espanya | Top 20 recopilaciones (Promusicae) | 7 d'octubre de 2016 | 2                | 1              | 1                             | 15                    | 19 de gener de 2017 | [ 21 ] |